# Lijst van oorlogsmonumenten in Land van Cuijk
De Noord-Brabantse gemeente Land van Cuijk heeft 52 oorlogsmonumenten. Hieronder een overzicht.
| Nr.                             | Object                                           | Herdachte groep | Ontwerper                                            | Onthulling        | Type               | Locatie                                       | Plaats        | Coördinaten                   | Foto                                             |
| ------------------------------- | ------------------------------------------------ | --- | ---------------------------------------------------- | ----------------- | ------------------ | --------------------------------------------- | ------------- | ----------------------------- | ------------------------------------------------ |
| 688                             | Wandelende Takken                                | vervolgden Nederland, overig                                                                                           | G.J. van Toorn                                       |                   | beeld/sculptuur    | Museumpark, 5825 AM                           | Overloon      | 51° 34' 13" NB, 5° 57' 10" OL |                                                  |
| 691                             | Monument voor 'Peter Zuid'                       | verzet Nederland | Piet Killaars                                        | 18 maart 1967     | beeld/sculptuur    | Museumpark, 5825 AM                           | Overloon      | 51° 34' 13" NB, 5° 57' 10" OL | Monument voor 'Peter Zuid'                       |
| 692                             | Dwangarbeid 1940-1945                            | | John Brandon                                         | 29 mei 1996       | beeld/sculptuur    | Museumpark, 5825 AM                           | Overloon      | 51° 34' 13" NB, 5° 57' 10" OL | Dwangarbeid 1940-1945                            |
| 693                             | Koningin Wilhelmina                              | verzet Nederland, overig                                                                                               | Pieter de Monchy                                     | 8 mei 1984        | beeld/sculptuur    | Museumpark, 5825 AM                           | Overloon      | 51° 34' 13" NB, 5° 57' 10" OL |                                                  |
| 694                             | Monument in het Museumpark                       | verzet Nederland | Johan Jorna                                          | 6 mei 1972        | beeld/sculptuur    | Museumpark, 5825 AM                           | Overloon      | 51° 34' 13" NB, 5° 57' 10" OL | Monument in het Museumpark                       |
| 695                             | Prins Bernhard                                   | verzet Nederland | Pieter de Monchy                                     | 8 mei 1984        | beeld/sculptuur    | Museumpark, 5825 AM                           | Overloon      | 51° 34' 13" NB, 5° 57' 10" OL |                                                  |
| 696                             | Monument voor het Regiment Stoottroepen          | militairen in dienst van het Ned. Kon. na 1945, militairen in dienst van het Ned. Kon. 1940-1945, verzet Nederland     | Charles Eyck                                         |                   | beeld/sculptuur    | Museumpark, 5825 AM                           | Overloon      | 51° 34' 13" NB, 5° 57' 10" OL | Monument voor het Regiment Stoottroepen          |
| 704                             | De Gevangene                                     | overig | Alexander Mositsjoek                                 |                   | beeld/sculptuur    | Museumpark, 5825 AM                           | Overloon      | 51° 34' 13" NB, 5° 57' 10" OL | De Gevangene                                     |
| 793                             | Spoorwegmonument                                 | militairen in dienst van het Ned. Kon. 1940-1945, burgerslachtoffers, overig                                           |                                                      |                   | overig             | Spoor                                         | Mill          | 51° 40' 58" NB, 5° 46' 54" OL | Spoorwegmonument                                 |
| 962                             | De zon van onze hoop                             | algemeen, geallieerde militairen                                                                                       | Wim Rijvers (27-07-1927)                             | 5 mei 1995        | beeld/sculptuur    | Kolonel Silvertoplaan, 5845 BL                | Sint Anthonis | 51° 37' 33" NB, 5° 53' 2" OL  | De zon van onze hoop                             |
| 1189                            | Oorlogsmonument                                  | algemeen, burgerslachtoffers                                                                                           | Rien Evers                                           | 1962              | beeld/sculptuur    | 14e Oktoberplein, 5825 CC                     | Overloon      | 51° 34' 16" NB, 5° 56' 48" OL | Oorlogsmonument                                  |
| 1191                            | Lancaster-monument                               | geallieerde militairen                                                                                                 | Theo van Bergen                                      | 16 september 2001 | zuil               | Molenstraat, 5441 AA                          | Oeffelt       | 51° 41' 50" NB, 5° 55' 57" OL | Lancaster-monument                               |
| 1193                            | Plaquette aan de H. Maria ten Hemelopneming kerk | burgerslachtoffers |                                                      |                   | plaquette          | Kerkplein 5, 5835 AT                          | Beugen        | 51° 40' 27" NB, 5° 56' 23" OL | Plaquette aan de H. Maria ten Hemelopneming kerk |
| 1194                            | Plaquette op de gevel van het gemeentehuis       | militairen in dienst van het Ned. Kon. na 1945, burgers voormalig Nederlands-Indië                                     |                                                      |                   | plaquette          | Raadhuisplein, 5831 JX                        | Boxmeer       | 51° 41' 46" NB, 5° 56' 6" OL  |                                                  |
| 1195                            | Monument op de R.K. begraafplaats                | militairen in dienst van het Ned. Kon. 1940-1945, burgerslachtoffers                                                   |                                                      |                   | zuil               | Begijnenstraat, 5831 EM                       | Boxmeer       | 51° 38' 40" NB, 5° 56' 55" OL | Monument op de R.K. begraafplaats                |
| 1196                            | Oorlogsmonument                                  | militairen in dienst van het Ned. Kon. na 1945, militairen in dienst van het Ned. Kon. 1940-1945, vervolgden Nederland | Willem Muijs                                         | 4 mei 1995        | gedenksteen        | Rapenstraat, 5831 GJ                          | Boxmeer       | 51° 38' 46" NB, 5° 56' 58" OL |                                                  |
| 1197                            | Plaquette op de R.K. kerk                        | militairen in dienst van het Ned. Kon. na 1945, burgerslachtoffers                                                     |                                                      |                   | plaquette          | Kerkplein 2, 5441 BE                          | Oeffelt       | 51° 41' 57" NB, 5° 56' 13" OL | Plaquette op de R.K. kerk                        |
| 1199                            | Mariakapel                                       | algemeen | Rector van Helvoort (kapel), Albert Meertens (beeld) |                   | kapel              | Hogeweg, 5823 CD                              | Maashees      | 51° 34' 54" NB, 6° 1' 46" OL  |                                                  |
| 1200                            | Oorlogsmonument                                  | burgerslachtoffers |                                                      |                   | plaquette          | Torenstraat 54, 5836 AJ                       | Sambeek       | 51° 38' 6" NB, 5° 57' 50" OL  |                                                  |
| 1201                            | Oorlogsmonument                                  | algemeen, burgerslachtoffers                                                                                           | Albert Meertens                                      | 4 mei 1950        | gedenkmuur         | Spoorstraat, 5821 BB                          | Vierlingsbeek | 51° 35' 47" NB, 6° 0' 20" OL  | Oorlogsmonument                                  |
| 1202                            | Onderduikerskapel                                | vervolgden Nederland, verzet Nederland                                                                                 | Piet van Dongen                                      |                   | kapel              | Venraijseweg, 5825 AA                         | Overloon      | 51° 33' 50" NB, 5° 57' 6" OL  | Onderduikerskapel                                |
| 1212                            | Monument op het R.K. kerkhof                     | geallieerde militairen                                                                                                 |                                                      |                   | gedenksteen        | Kerkstraat 44, 5439                           | Linden        | 51° 44' 60" NB, 5° 50' 6" OL  | Monument op het R.K. kerkhof                     |
| 1213                            | Monument Cuijkse joden                           | vervolgden Nederland                                                                                                   | A.A. Hermans (29-11-1951)                            | 2 mei 1985        | plaquette          | Grotestraat, 5431                             | Cuijk         | 51° 43' 33" NB, 5° 53' 2" OL  | Monument Cuijkse joden                           |
| 1387                            | Monument voor Louis Ficq                         | verzet Nederland | F. Vervoordeldonk                                    |                   | overig             | Hoofdwagt, 5361 EW                            | Grave         | 51° 45' 35" NB, 5° 44' 24" OL | Monument voor Louis Ficq                         |
| 1397                            | Cider White                                      | algemeen, geallieerde militairen                                                                                       | Albert Sanders                                       | 4 mei 1987        | plaquette          | Hoofdwagt, 5361 EW                            | Grave         | 51° 45' 35" NB, 5° 44' 24" OL | Cider White                                      |
| 1401                            | Monument Kerkstraat                              | geallieerde militairen                                                                                                 |                                                      |                   | plaquette          | Kerkstraat 34, 5439 ND                        | Linden        | 51° 44' 58" NB, 5° 49' 59" OL |                                                  |
| 1402                            | Bevrijdingsteken                                 | algemeen, geallieerde militairen                                                                                       | Robert Melsen                                        | 18 september 1994 | zuil               | Mars en Wijthdijk, 5361 MA                    | Grave         | 51° 46' 9" NB, 5° 43' 9" OL   | Bevrijdingsteken                                 |
| 1403                            | Monument aan de Maaskade                         | geallieerde militairen                                                                                                 | Marcel Julius Joosen (10-02-1943)                    | 4 mei 1987        | beeld/sculptuur    | Maaskade, 5361 GB                             | Grave         | 51° 45' 38" NB, 5° 44' 29" OL | Monument aan de Maaskade                         |
| 1416                            | De Barmhartige Samaritaan                        | allen | Pater L.A.M. Goossens                                | 28 juli 1956      | beeld/sculptuur    | Stationsplein, 5431                           | Cuijk         | 51° 43' 37" NB, 5° 52' 29" OL | De Barmhartige Samaritaan                        |
| 1418                            | Joods monument                                   | vervolgden Nederland                                                                                                   | Amsterdamse Binnenvaartsociëteit                     | 16 mei 1981       | plaquette          | Oliestraat, 5361 GK                           | Grave         | 51° 45' 33" NB, 5° 44' 31" OL | Joods monument                                   |
| 1419                            | Monument aan de Hoofdwagt                        | burgerslachtoffers | Firma Smits & Zonen                                  | 4 mei 1987        | plaquette          | Hoofdwagt, 5361 EW                            | Grave         | 51° 45' 35" NB, 5° 44' 24" OL | Monument aan de Hoofdwagt                        |
| 1429                            | Monument voor Nederlandse Militairen             | militairen in dienst van het Ned. Kon. 1940-1945                                                                       | A.M. van Breugel                                     | 10 mei 1946       | zuil               | Everdineweerd 4, 5433 KH                      | Katwijk       | 51° 45' 4" NB, 5° 52' 24" OL  | Monument voor Nederlandse Militairen             |
| 1433                            | Mobilisatie-monument                             | overig | Jan Ketterings                                       | 31 oktober 1964   | reliëf             | Infirmerie 2, 5361 EL                         | Grave         | 51° 45' 38" NB, 5° 44' 23" OL | Mobilisatie-monument                             |
| 2076                            | Oorlogsmonument                                  | militairen in dienst van het Ned. Kon. na 1945, militairen in dienst van het Ned. Kon. 1940-1945, burgerslachtoffers   | Peter Roovers                                        |                   | beeld/sculptuur    | Langenboomseweg 2, 5451 JK                    | Mill          | 51° 41' 12" NB, 5° 46' 33" OL | Oorlogsmonument                                  |
| 2145                            | Oorlogsmonument                                  | burgerslachtoffers | Jan M. Driessen                                      |                   | beeld/sculptuur    | Sint-Jozeflaan, 5824                          | Holthees      | 51° 34' 17" NB, 6° 0' 11" OL  | Oorlogsmonument                                  |
| 2146                            | Brits ereveld                                    | geallieerde militairen                                                                                                 | Sir Reginald Blomfield (ontwerp Offerkruis)          |                   | begraafplaats/graf | Vierlingsbeekseweg, 5825 AS                   | Overloon      | 51° 34' 29" NB, 5° 57' 25" OL | Brits ereveld                                    |
| 2296                            | Plaquette in het NS-station                      | burgerslachtoffers | Ir. H.G.J. Schelling, dhr. Winkelman                 |                   | plaquette          | Stationsplein, 5431                           | Cuijk         | 51° 43' 37" NB, 5° 52' 29" OL | Plaquette in het NS-station                      |
| 2298                            | Plaquette in het NS-station (1)                  | burgerslachtoffers | Ir. H.G.J. Schelling, dhr. Winkelman                 | 30 september 1948 | plaquette          | Stationsweg 1-3, 5831 CR                      | Boxmeer       | 51° 38' 40" NB, 5° 56' 23" OL | Plaquette in het NS-station (1)                  |
| 2383                            | Monument voor Nederlandse Militairen             | militairen in dienst van het Ned. Kon. 1940-1945                                                                       |                                                      | 10 mei 2003       | zuil               | Zeelandsedijk, 5451 JA                        | Mill          | 51° 41' 18" NB, 5° 44' 51" OL | Monument voor Nederlandse Militairen             |
| 2614                            | Museumplaquette                                  | geallieerde militairen, burgerslachtoffers, overig                                                                     |                                                      | 15 oktober 2004   | plaquette          | Museumpark 1, 5825 AM                         | Overloon      | 51° 34' 12" NB, 5° 57' 12" OL | Museumplaquette                                  |
| 2677                            | Pinpoint-monument                                | verzet Nederland |                                                      | 29 november 2003  | gedenksteen        |                                               | Beugen        | 51° 40' 26" NB, 5° 56' 15" OL |                                                  |
| 3011                            | Plaquette in het NS-station (2)                  | burgerslachtoffers |                                                      | 28 september 1948 | plaquette          | Stationsweg 1-3, 5831 CR                      | Boxmeer       | 51° 38' 40" NB, 5° 56' 23" OL | Plaquette in het NS-station (2)                  |
| 3075                            | Plaquette voor Gerard Beuvink                    | verzet Nederland |                                                      | 18 september 2005 | plaquette          | Bongaardsweg 2, 5364 PM                       | Escharen      | 51° 44' 39" NB, 5° 44' 44" OL |                                                  |
| 3113                            | Monument in kasteel Tongelaar                    | militairen in dienst van het Ned. Kon. 1940-1945                                                                       |                                                      |                   | gedenksteen        | Tongelaar 12-16, 5451 HS                      | Mill          | 51° 42' 44" NB, 5° 46' 47" OL | Monument in kasteel Tongelaar                    |
| 3125                            | Lancaster-monument                               | geallieerde militairen                                                                                                 |                                                      |                   | overig             | Kerkstraat, 5843 AN                           | Westerbeek    | 51° 34' 37" NB, 5° 51' 58" OL | Lancaster-monument                               |
| 3364                            | 7de Amerikaanse Pantserdivisie                   | geallieerde militairen, algemeen                                                                                       |                                                      | 27 september 2008 | zuil               | Museumpark 1, 5825 AM                         | Overloon      | 51° 34' 15" NB, 5° 57' 26" OL | 7de Amerikaanse Pantserdivisie                   |
| 3463                            | Indië-monument                                   | militairen in dienst van het Ned. Kon. na 1945                                                                         | Manus Evers                                          | 1957              | plaquette          | Kerkstraat 1, 5451 BM                         | Mill          | 51° 41' 11" NB, 5° 46' 58" OL | Indië-monument                                   |
| 3481                            | Mariamonument 1940-1945                          | algemeen | Theo Smits                                           | 1949              | kapel              | Mariaplein, 5431                              | Cuijk         | 51° 43' 53" NB, 5° 52' 46" OL | Mariamonument 1940-1945                          |
| 3518                            | Monument voor Louis Ficq                         | verzet Nederland | Anna van der Horst                                   | 17 september 2009 | beeld/sculptuur    | Arnoud van Gelderweg 71, 5361 CV              | Grave         | 51° 45' 40" NB, 5° 44' 3" OL  |                                                  |
| 3667                            | Luistersteen van de Liberation Route             | geallieerde militairen, burgerslachtoffers                                                                             |                                                      | 17 september 2011 | gedenksteen        | 5316                                          | Grave         | 51° 46' 10" NB, 5° 44' 2" OL  |                                                  |
| 3668                            | Plaquette voor Indiëgangers                      | militairen in dienst van het Ned. Kon. na 1945                                                                         |                                                      | 25 augustus 2011  | plaquette          | 5841                                          | Oploo         | 51° 36' 18" NB, 5° 52' 11" OL | Plaquette voor Indiëgangers                      |
| Dit oorlogsmonument op Wikidata | Stolpersteine                                    | vervolgden Nederland                                                                                                   | Gunter Demnig                                        |                   | reliëf             | Zie Lijst van Stolpersteine in Land van Cuijk | Grave         |                               | Stolpersteine                                    |
| Dit oorlogsmonument op Wikidata | Kangoeroemonument                                | 1 Canadian Armd Carrier Regiment, opgericht op 24 oktober 1944 te Mill                                                 |                                                      | 1995              | Ram Kangaroo       | Langenboomseweg                               | Mill          | 51° 41' 12" NB, 5° 46' 27" OL | Kangoeroemonument                                |

Alphen-Chaam ·
Altena ·
Asten ·
Baarle-Nassau ·
Bergeijk ·
Bergen op Zoom ·
Bernheze ·
Best ·
Bladel ·
Boekel ·
Boxtel ·
Breda ·
Cranendonck ·
Deurne ·
Dongen ·
Drimmelen ·
Eersel ·
Eindhoven ·
Etten-Leur ·
Geertruidenberg ·
Geldrop-Mierlo ·
Gemert-Bakel ·
Gilze en Rijen ·
Goirle ·
Halderberge ·
Heeze-Leende ·
Helmond ·
's-Hertogenbosch ·
Heusden ·
Hilvarenbeek ·
Laarbeek ·
Land van Cuijk ·
Loon op Zand ·
Maashorst ·
Meierijstad ·
Moerdijk ·
Nuenen, Gerwen en Nederwetten ·
Oirschot ·
Oisterwijk ·
Oosterhout ·
Oss ·
Reusel-De Mierden ·
Roosendaal ·
Rucphen ·
Sint-Michielsgestel ·
Someren ·
Son en Breugel ·
Steenbergen ·
Tilburg ·
Valkenswaard ·
Veldhoven ·
Vught ·
Waalre ·
Waalwijk ·
Woensdrecht ·
Zundert